# Danceteria
Danceteria è l'ottavo album in studio della cantante Donatella Rettore, pubblicato nel 1985, il secondo e ultimo per l'etichetta CGD, con la quale romperà subito dopo, affidandosi, l'anno successivo, alla Ricordi, che la sosterrà soltanto nell'uscita di un singolo isolato, contenente, sul lato A, Amore stella, brano melodico, scritto da Morra e Maurizio Fabrizio (presentato al Festival di Sanremo 1986, proprio su imposizione della nuova casa discografica).

## Il disco
L'album, rispetto al 33 giri "Far West" di due anni prima, riesce ad ottenere un discreto riscontro commerciale, rimanendo in classifica per 17 settimane e stazionando tra il 20º e il 19º posto. Il disco viene registrato e missato a Monaco di Baviera e supervisionato da Peter Leudemann. Il lavoro viene promosso dal 45 giri Femme fatale (che ha come retro Finché si è giovani, il brano che chiude il lato A del 33 giri e che, nel 2002, verrà riproposto nell'EP Lupi, distribuito su CD singolo, in edizione limitata) e dal videoclip Stringimi più forte (la traccia di apertura del lato B del long playing) e presentato in anteprima a "Serata D'onore" dove la cantautrice dichiarerà che esiste un'industria del disco ma che non bisognerebbe rispettare le scadenze contrattuali e quando non si ha niente da dire non si fa niente, riferendosi ovviamente all'anno precedente dove non volle uscire con nessun brano: ma quella volta lei aveva voglia di ritornare.
Ulteriore pubblicità riceve Diamonds, clubs and spades, sigla del programma tv sportivo Il processo del lunedì condotto da Aldo Biscardi e Stringimi più forte che fu la sigla del programma musicale Hit Parade. Tra gli altri pezzi, Giù dal nero ciel è uno dei brani inclusi nel tributo ClonAzioni - Tutti pazzi per Rettore, interpretato da L.U. dei Soerba, con la partecipazione di Technoteo (tra l'altro, il tributo comprende anche una rivisitazione del brano di apertura dell'album del 1985, il singolo Femme fatale).
Il brano in lingua inglese, I.O.U., è composto da Elton John, cover di un famoso brano di Lee Greenwood del 1984. 
Tranne I.O.U, tutti gli altri brani sono della coppia Rettore/Rego, a cui si aggiunge, nella composizione dell'altra canzone in inglese, Diamonds, clubs and spades  Majo Rolyat. La produzione è curata da Roberto Dané che, però, a partire dal disco successivo, non collaborerà più con Rettore.
La copertina fosforescente lascia intravedere il colore fucsia/azzurro della busta interna (su cui sono riprodotti i testi), attraverso le sagome delle lettere che compongono il titolo, ritagliate direttamente nel cartone che costituisce la copertina del 33 giri (la cassetta presenta invece soltanto la scritta in fucsia, semplicemente impressa sul cartoncino del libretto).
Il disco è dedicato: «A Claudio e a tutti i bambini, ragazzi, zii, nonni, uomini italiani»; stavolta la dedica compare soltanto nella musicassetta, mentre il vinile la omette. Tra l'altro, l'album è disponibile soltanto in questi due formati, ed è uno di tre long playing di Rettore mai usciti in CD (gli altri due sono l'omonimo Donatella Rettore, il suo secondo album, del 1977, e Far West, il primo 33 giri realizzato per la CGD, nel 1983). Solo nel 2012 la RHINO Collection decide di ristampare in unico CD i due LP "FAR-WEST" (1983) e "DANCETERIA" (1985) con le versioni originali, anche di "Finché si è giovani".
Da ricordare anche una compilation, semplicemente intitolata Rettore, pubblicata, tempo dopo, dalla stessa CGD, nella nota linea economica «MusicA». La raccolta, disponibile anch'essa soltanto in vinile e in musicassetta, contiene, sulla prima facciata, 6 brani tratti da Far West (solo 3 i pezzi omessi, Vera, Can can e Ranch (Lola Pink), lato B del 45 giri Io ho te) e, sulla seconda facciata, ben 7 dall'LP del 1985 (i 2 brani mancanti sono Notte Vana e il pezzo di chiusura, l'interessante Chi sarà chi nel 1985. Nel 2005, la Warner Strategic ha pubblicato una raccolta in CD, intitolata Le più belle canzoni di Rettore, che, oltre a contenere 7 dei 9 brani del precedente album Far West (escludendone, ancora una volta, la title track!), comprende anche 4 brani tratti dall'album del 1985, più un duetto, di Rettore con Caterina Caselli, nel brano Little Drummer Boy, realizzato nel 1983 per la raccolta natalizia di artisti vari Natale con i tuoi(tra cui anche Ivan Cattaneo, Pooh, Giuni Russo, Dee Dee Bridgwater, Pierangelo Bertoli, ecc) e ristampato anche l'anno seguente con copertina differente dove tutti gli artisti compaiono fotografati sull'abete natalizio. La citata raccolta è stata ristampata a tiratura limitata anche su supporto CD nel 1994 con una copertina ancora diversa e le foto degli artisti all'interno del booklet.
Con l'uscita del nuovo cofanetto del 2008 intitolato Stralunata, il numero delle tracce in digitale dell'album mai edite si è ridotto ulteriormente a 3. Sono state edite, infatti, nel suddetto cofanetto le canzoni Il Porco romantico e Giù dal nero ciel.
Nel gennaio 2012, per mano della Rhino Records, venne finalmente riedito l'album completo assieme al gemello Far West, attraverso il circuito delle edizioni economiche intitolate Collection. Sono state riedite e rimasterizzate anche due tracce dell'album Rettoressa, Addio mia bella Napoli e La cosa si fa.

## Tracce
1. Femme fatale - 3:46 (Rettore/Rego)
2. Diamonds, clubs and spades - 3:23 (Rettore/Rego/Rolyat)
3. Il porco romantico - 3:31 (Rettore/Rego)
4. I.O.U. - 3:23 (Roberts/Chater)
5. Finché si è giovani - 3:07 (Rettore/Rego)
6. Stringimi più forte - 3:40 (Rettore/Rego)
7. Notte vana - 3:39 (Rettore/Rego)
8. Giù dal nero ciel - 3:45 (Rettore/Rego)
9. Chi sarà chi nel 1985 - 3:42 (Rettore/Rego)

## Formazione
- Donatella Rettore – voce
- Peter Woelpl – basso, sintetizzatore, tastiera, chitarra acustica, chitarra elettrica
- Curt Cress – batteria, percussioni
- Laszlo Bencker – tastiera
- Armin Rusch – accordeon
- Pit Troja – percussioni
- Walter Zweifel – tastiera
- Giuseppe Solera – sax, flauto
- Arnold Riedhammer – marimba
- Paradise Birds – cori

## Classifiche
| Classifica (1985) | Posizione massima |
| ----------------- | ----------------- |
| Italia            | 20                |